# 茨城県道・栃木県道28号大子那須線

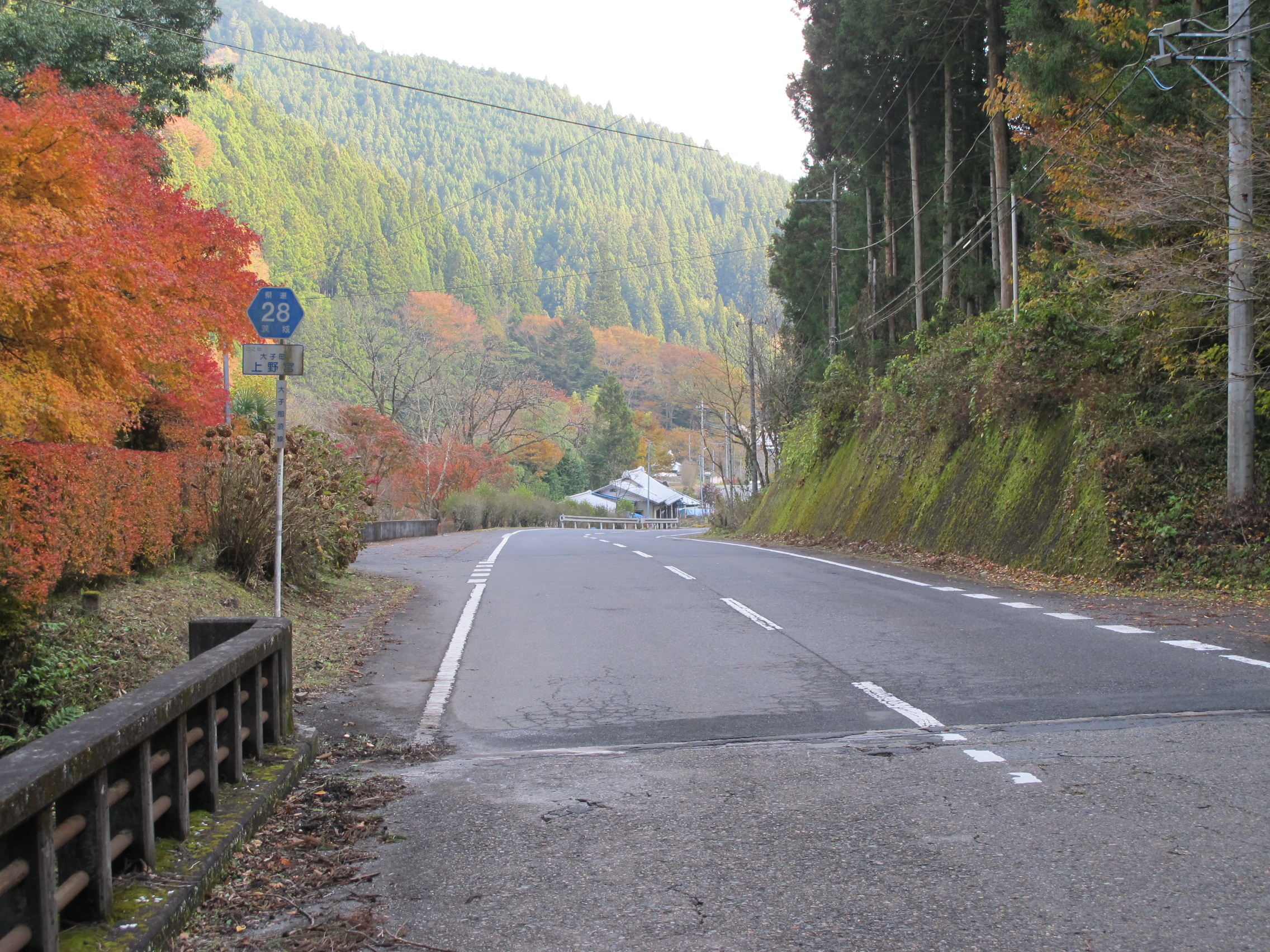
茨城県道28号大子那須線
大子町上野宮（2013年11月）

茨城県道・栃木県道28号大子那須線（いばらきけんどう・とちぎけんどう28ごう だいごなすせん）は、茨城県久慈郡大子町から栃木県大田原市までを結び、また那須郡那須町内を走る県道（主要地方道）である。

## 概要
茨城県久慈郡大子町から八溝山南側の県境を越えて栃木県那須郡那須町大字伊王野を経由し、同町大字寺子丙の国道4号交点までを結ぶ主要地方道である。
ただし、栃木県大田原市と栃木県那須郡那須町の間が通行不能区間で分断されており、茨城県久慈郡大子町から栃木県那須郡那須町の間を本県道で通行することはできない。
このことから、久慈郡大子町側は大子 - 八溝山、那須郡那須町側は那須町内の国道4号 - 黒田原（那須郡那須町中心部） - 伊王野を結ぶ道路として利用される。

### 路線データ
- 起点：茨城県久慈郡大子町大字大子字瀬戸田809番2地先（大子町役場前交差点、国道461号交点）[1]
- 終点：栃木県那須郡那須町大字寺子丙（小島交差点、国道4号・栃木県道21号湯本漆塚線交点）
- 総延長：52.623 km（茨城県区間：24.698 km[2]、栃木県区間：27.925 km）
- 重用延長：*.* km（茨城県区間：0.0 km[2]、栃木県区間：*.* km）
- 未供用延長：*.* km（茨城県区間：0.0 km[2]、栃木県区間：*.* km）
- 実延長：48.636 km（茨城県区間：24.698 km[2]、栃木県区間：23.938 km）
- 自動車交通不能区間延長[注釈 1]：*.* km（茨城県区間：0.0 km[2]、栃木県区間：*.* km）

## 歴史
1972年（昭和47年）3月1日、前身にあたる県道伊王野町付大子線を廃止し、起点となる茨城県久慈郡大子町から、終点の栃木県那須郡那須町までを区間とする新たな主要地方道として、茨城県が路線認定した県道である。認定当時、茨城県側は整理番号38であったが、1995年（平成7年）に茨城県道の路線再編が行われた際に現在の整理番号28に変更されて現在に至る。

### 年表
- 1959年（昭和34年）10月14日：前身にあたる茨城県道伊壬野町付大子線が認定される[3]。
- 1972年（昭和47年）3月1日
  - 茨城県が大子那須線（整理番号38）として県道路線認定[4]。
  - 茨城県区間である久慈郡大子町大字下野宮字宿東 - 同町上野宮字新田の区間（延長18.894 km）を道路区域に決定、供用開始[5]。
  - 前身路線である伊王野町付大子線（栃木県那須郡那須町大字伊王野 - 茨城県久慈郡大子町、整理番号107）を廃止[6]。
- 1973年（昭和48年）6月18日：久慈郡大子町大字大子 - 大字下野宮の国道118号旧道の一部（5.319 km）を編入[7]。
- 1974年（昭和49年）2月5日：栃木県道として認定。
- 1988年（昭和63年）7月1日：久慈郡大子町大字下野宮（国道118号・下野宮交差点） - 大字町付の一部区間（1.8 km）を拡幅2車線化する[8]。
- 1990年（平成2年）8月6日：大子町大字下野宮字戸ノ内前 - 大字下野宮字駒坂の旧道区間（540 m）が大子町道へ降格する[9]。
- 1993年（平成5年）5月11日 - 建設省から、県道大子那須線が大子那須線として主要地方道に指定される[10]。
- 1995年（平成7年）3月30日：茨城県区間の整理番号が、整理番号38から現在の番号（整理番号28）に変更される[11]。
- 1997年（平成9年）9月11日：大子町大字町付地内の旧道（360 m）が指定解除により町道に降格する[12]。
- 2013年（平成25年）2月21日：国道461号大子バイパス開通に伴い、久慈郡大子町大字大子（大子町役場前交差点） - 大字大子字金町西側の国道461号旧道区間（延長359 m）[注釈 2]を本県道に編入[1]。起点が大子町役場前交差点に変更。
- 2013年（平成25年）：栃木県那須郡那須町の東北本線を渡る小島街道踏切がクランク状に湾曲しており、大型車の通行が困難であったため、踏切の直線化工事が行われた。

## 路線状況

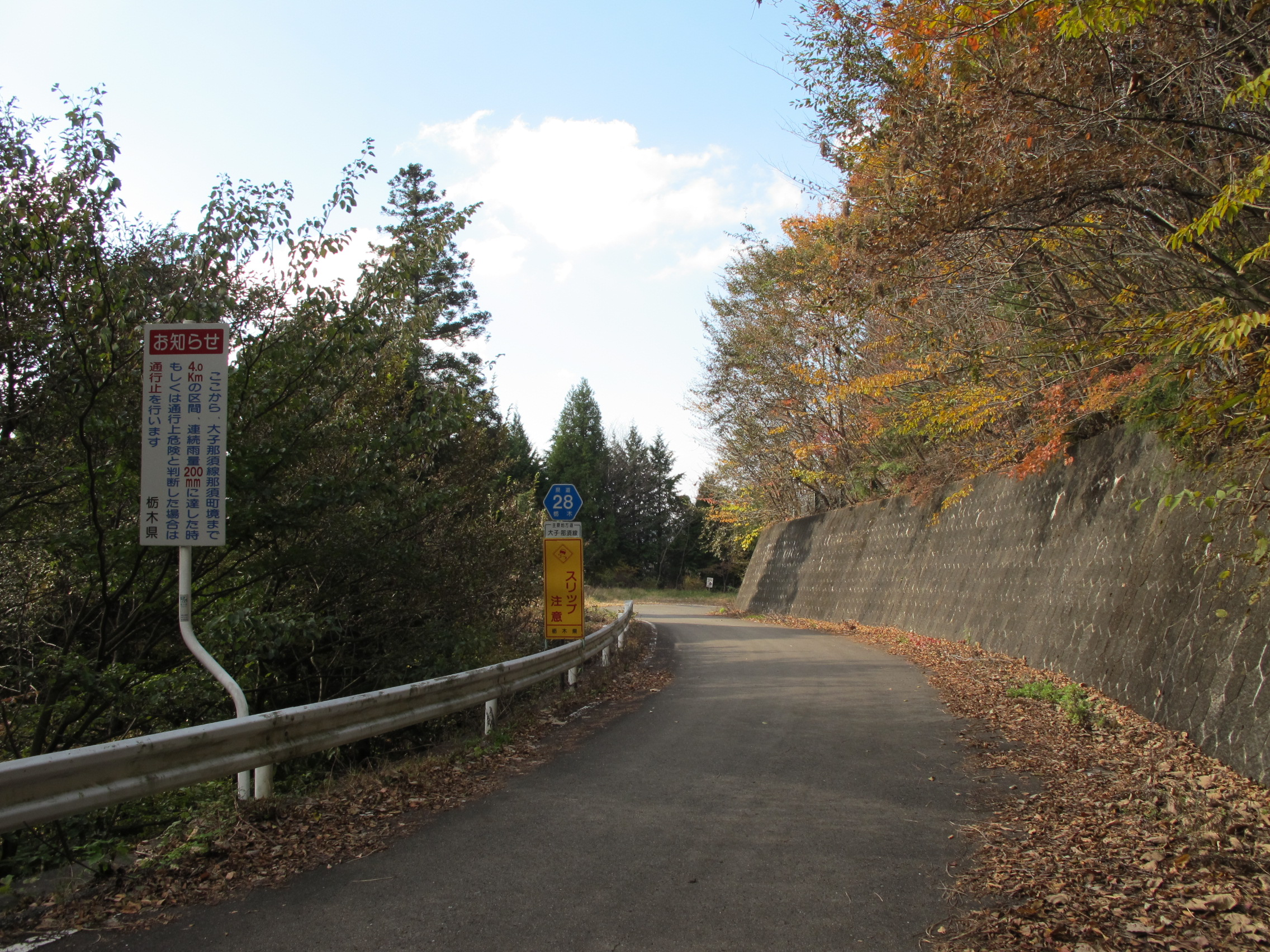
栃木県道28号大子那須線
大田原市南方（2013年11月）
大田原市内の区間は、連続量200 mm通行止め規制。

茨城県大子町側は2車線の整備された道路だが、同町上野宮（大字）の山中は道路幅が狭い区間があり、特に茨城県 - 栃木県にかけての県境の峠道では、普通車1台分の幅員ですれ違い困難な上、急峻でつづら折りの見通しが悪い路線状況であることから、通行には十分注意を要する。県境より茨城県側9.6 km及び、栃木県側4.0 kmの那須町境までの区間は、連続雨量200 mmに達すると通行止め規制が敷かれている。
栃木県大田原市南方 - 那須郡那須町大字伊王野の山中の一部区間は未整備で供用されておらず、2018年現在不通区間のままである。
道路法の規定に基づき、茨城県内の久慈郡大子町矢田（大子町道交差） - 同（同）間は、緊急輸送道路として機能を維持するため、災害発生時の被害拡大防止を目的に道路用地内に電柱を建てることが制限されている。

### 重複区間
- 国道294号（栃木県那須郡那須町大字伊王野 - 栃木県那須郡那須町大字芦野）

### 道路施設

#### 主な橋梁
- 碚石橋：久慈郡大子町大字上野宮字門ノ井 - 同字吉ノ目に架かる碚石沢を渡る橋。

#### 道の駅
- 道の駅東山道伊王野

## 地理

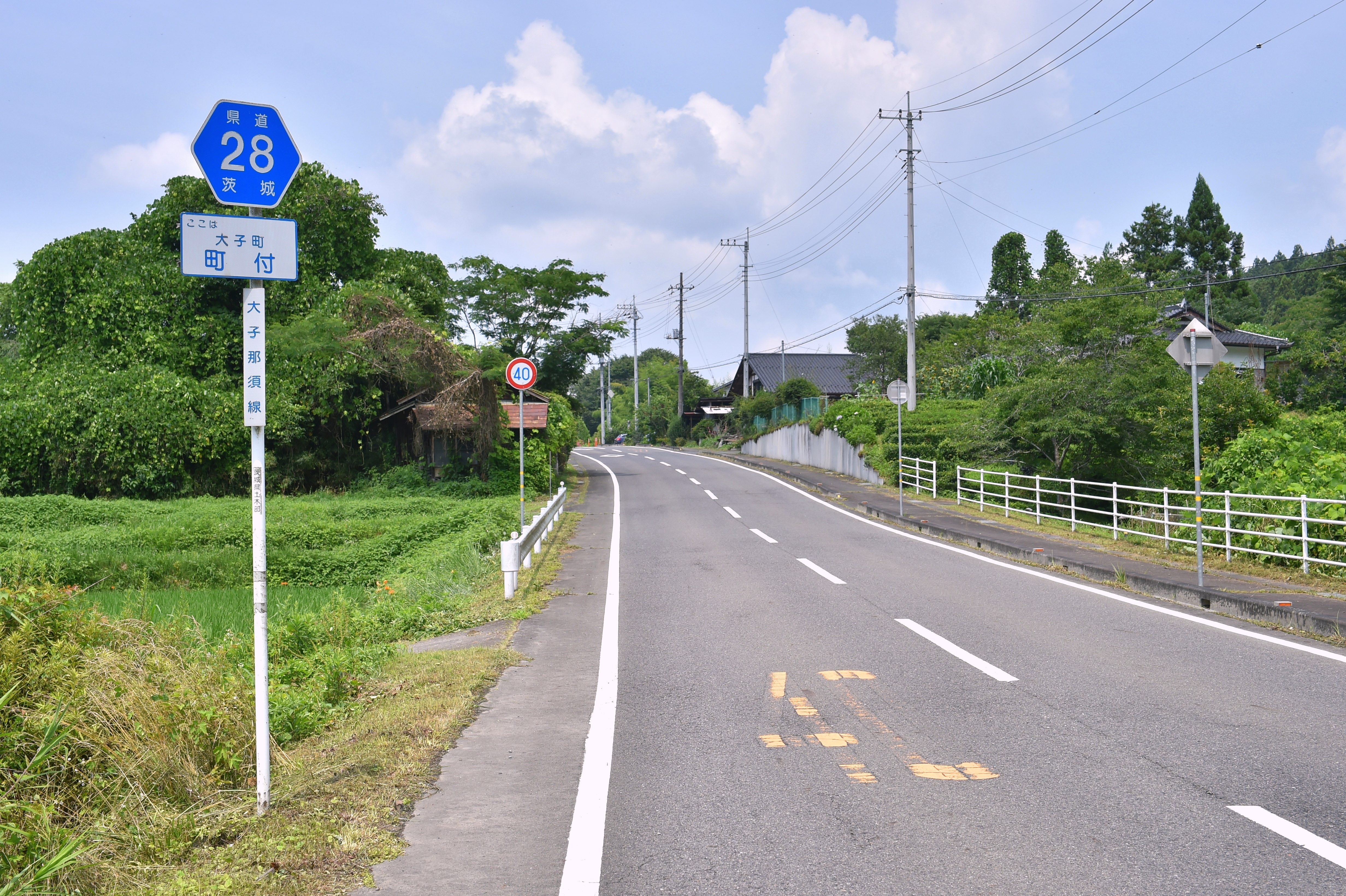
茨城県久慈郡大子町大字町付（2024年7月）

### 通過する自治体
- 茨城県
  - 久慈郡大子町
- 栃木県
  - 大田原市
  - 那須郡那須町

### 交差する道路
- 国道461号（久慈郡大子町大子、起点）
- 国道118号（久慈郡大子町・川山交差点）
- 茨城県道33号常陸太田大子線（久慈郡大子町川山）
- 茨城県道326号下野宮停車場線（久慈郡大子町下野宮）
- 国道118号（久慈郡大子町・下野宮交差点）
- 茨城県道196号石井大子線（久慈郡大子町町付）
- 茨城県道159号上野宮下金沢線（久慈郡大子町上野宮）
- 茨城県道248号八溝山公園線（久慈郡大子町上野宮）
- 栃木県道321号南方須佐木線（大田原市南方）
未供用区間
- 栃木県道60号黒磯棚倉線（那須郡那須町伊王野）
- 国道294号（那須郡那須町伊王野）
- 栃木県道72号大田原芦野線（那須郡那須町芦野）
- 国道294号（那須郡那須町芦野・芦野交差点）
- 栃木県道143号黒田原停車場線（那須郡那須町寺子丙）
- 栃木県道211号豊原高久線（那須郡那須町寺子丙・黒田原交差点）
- 国道4号・栃木県道21号湯本漆塚線（那須郡那須町大字寺子丙、終点）

### 沿線にある施設など
- 大子温泉（久慈郡大子町矢田）
- 那須霞ヶ城ゴルフクラブ（那須郡那須町伊王野）